# 別府 (いちき串木野市)
別府（べっぷ）は、鹿児島県いちき串木野市の町。郵便番号は896-0037。人口は902人、世帯数は217世帯（2020年10月1日現在）。

## 地理
いちき串木野市の中部に位置する。町域の北方には照島、東方には八房、南方には湊町・大里にそれぞれ隣接しており、西方は東シナ海に面している。
町域の東部を国道3号と九州旅客鉄道の鹿児島本線が南北に通り、町域内に神村学園前駅が設置されている。中部には学校法人神村学園の神村学園初等部・中等部・高等部が設置されている。

### 河川
- 八房川

## 歴史
2011年（平成23年）10月11日にいちき串木野市が実施した町名等整理事業により大字下名の字堂ノ平、東別府、中別府、吉村之前、塩入崎、乗越、西別府、二度山、潟畑、下り平、段ノ山、後ノ原、谷川、西外堀の一部、堀田の一部、吹塞、添、犬ケ原の一部、下モノ下の一部、尻塞の区域よりいちき串木野市の町「別府」として設置された。

### 町域の変遷
| 変更後       | 変更年             | 変更前           |
| ------------ | ------------------ | ---------------- |
| 別府（新設） | 2011年（平成23年） | 大字下名（一部） |

## 施設

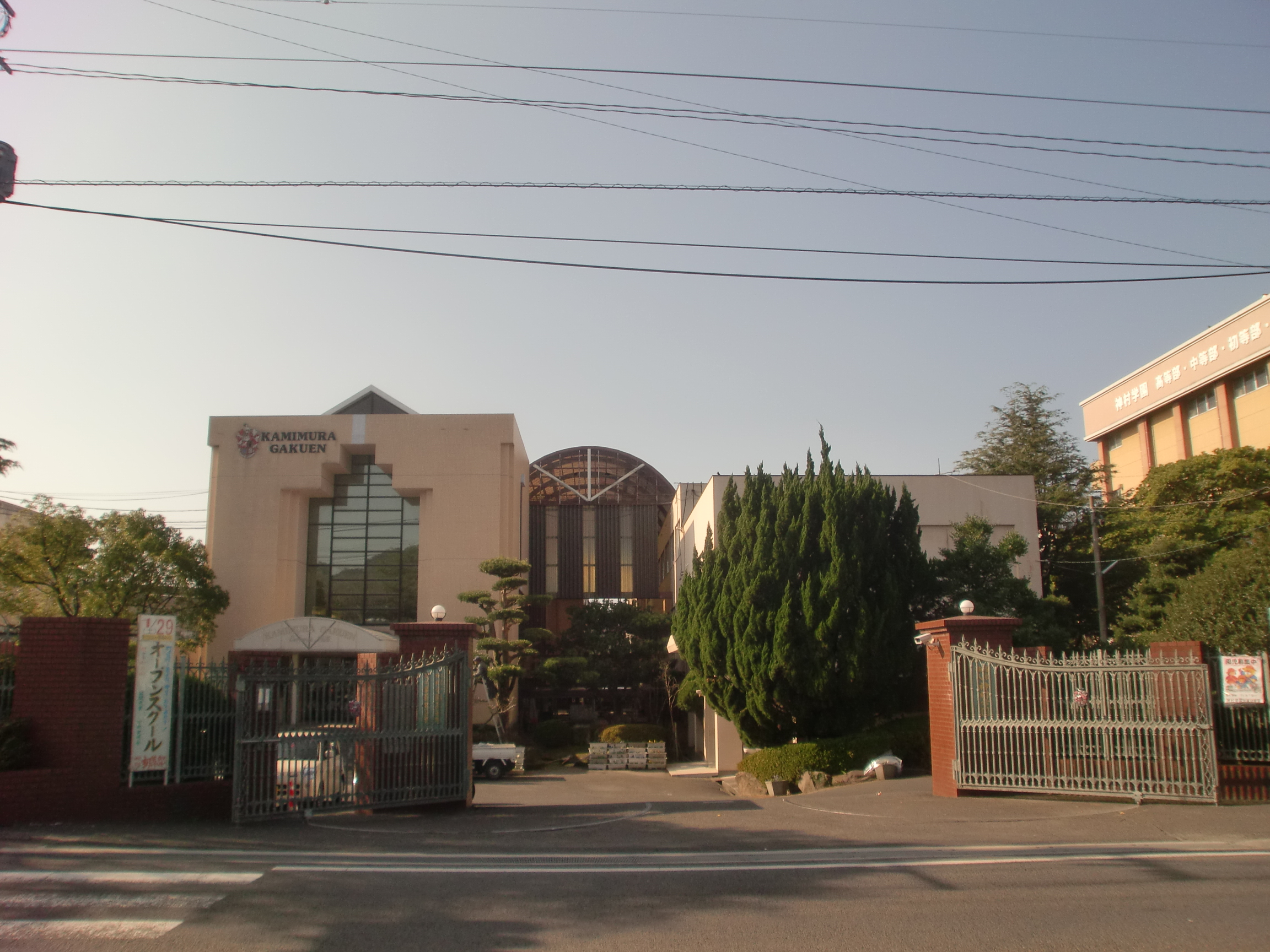
神村学園初等部・中等部・高等部

### 教育
- 学校法人神村学園
  - 神村学園専修学校[7]
  - 神村学園初等部・中等部・高等部[8]
  - 神村学園附属幼稚園[9]

## 人口
以下の表は国勢調査による小地域集計の人口推移である。
| 年                 | 人口 |
| ------------------ | ---- |
| 2015年（平成27年） | 988  |
| 2020年（令和2年）  | 902  |

## 教育
別府には学校法人神村学園の本部が設置されており、神村学園の専修学校・高等学校・中学校・小学校・幼稚園が設置されている。

### 小・中学校の学区
市立小・中学校に通う場合、学区（校区）は以下の通りとなる
| 町丁 | 地区 | 小学校                     | 中学校                       |
| ---- | ---- | -------------------------- | ---------------------------- |
| 別府 | 全域 | いちき串木野市立照島小学校 | いちき串木野市立串木野中学校 |

## 交通

### 道路
一般国道
- 国道3号

### 鉄道
- 九州旅客鉄道鹿児島本線
  - 神村学園前駅
2010年（平成22年）3月13日に開業した鉄道駅である[12]。駅舎やホームの屋根の設置費用である約1億4千万円を学校法人神村学園が負担した[13]。